# Pitcairnia rubronigriflora
Pitcairnia rubronigriflora là một loài thực vật có hoa trong họ Bromeliaceae. Loài này được Rauh miêu tả khoa học đầu tiên năm 1984.